# 金盏苣苔属
金盏苣苔属（学名：Isometrum）是苦苣苔科下的一个属，为草本植物。该属共有金盏苣苔（Isometrum farreri）等6种，分布于中国四川、湖北、甘肃及陕西。